# Clickair
Clickair S.A. è stata una compagnia aerea low cost spagnola creata nel 2006 e controllata da Iberia, per la quale operava servizi aerei da Barcellona El Prat, Siviglia e Valencia, principalmente per il resto d'Europa.
La sua grandezza aveva indotto Vueling, altra compagnia aerea spagnola, a cancellare molti voli dalle sue basi per l'Europa. La compagnia disponeva di 26 Airbus A320.
Il 9 luglio 2009, è stata annunciata la fusione di Clickair in Vueling; la nuova società ha abbandonato il marchio Clickair.